# Colecionadores, atiradores desportivos e caçadores
Colecionadores, Atiradores desportivos e Caçadores (CAC), na legislação brasileira, é a designação dada àqueles cidadãos que têm o direito à posse de arma de fogo e munições para exercer as atividades de colecionismo, tiro desportivo e caça, podendo exercer uma, duas ou as três atividades.
Segundo dados coletados junto ao Exército e à Polícia Federal existem cerca de 980 mil CACs registrados no Brasil, e até julho de 2025, cerca de 1,5 milhão de armas de fogo registradas em seus nomes. Em 2021, até o mês de setembro, 840 armas de CACs foram roubadas ou furtadas. Em 2019 foram extraviadas 749 armas e em 2020 foram 614, conforme dados fornecidos pelo Comando do Exército.
A partir de 1º de julho de 2025, a Polícia Federal assumiu a responsabilidade pela fiscalização das atividades de CACs, anteriormente sob a jurisdição do Exército Brasileiro. A transição incluiu a emissão de registros, licenças e a fiscalização de clubes de tiro, lojas de armas, bem como a concessão de guias de tráfego. A mudança visa centralizar e modernizar o controle sobre o uso de armas no Brasil, além de melhorar a gestão e segurança na concessão de permissões.

## Crimes
O aumento do número de CACs a partir da flexibilização da compra de armas durante o governo Bolsonaro fez disparar o número de crimes cometidos por CACs. Só no Distrito Federal, a ocorrencia de crimes cometidos por CACs aumentou 745% durante os quatro anos do governo Bolsonaro. Chama atenção a alta do registo de crimes contra a mulher: mais de mil por cento. No Brasil os crimes cometidos por CACs aumentaram 78% só em 2022, incluindo tentativa de homicídio, comércio ilegal de armas de fogo, feminicídio e terrorismo.
Outra consequencia da flexibilização para obtenção de armas de fogo foi a explosão do número de registros de extravio (perda). De janeiro de 2018 a janeiro de 2022 foram registrados 2 826 estravios de armas de fogo, que alimentam o crime. Em 2021 os CACs "pederam" 3 armas de fogo por dia. Além disso, organizações criminosas estão utilizando CACs ligados ao tráfico de drogas para adquirir legalmente armamentos como fuzis, submetralhadoras e pistolas.
Entre 2019 e 2022, ou seja, durante o governo Bolsonaro, foram emitidas licenças de CAC para 5 235 criminosos condenados e 2 690 foragidos da Justiça. Os crimes incluem homicídio, tráfico de drogas, lesão corporal dolosa, direção sob efeito de álcool, roubo, receptação e ameaça. Um dos motivos apontados para tal condição é o decreto assinado por Bolsonaro em 2019 que restringiu a documentação necessária para o registro. Além disso, outras 22 493 pessoas são suspeitas de atuarem como laranjas para o crime organizado adquirir armamento legalmente,

### Crime organizado
A partir de 2019, quando chegou ao poder, Jair Bolsonaro editou mais de 40 decretos para facilitar a compra de armas no Brasil. Essa política tornou até 65% mais barato a aquisição de armamento pelo crime organizado. Pelo menos 25 CACs foram acusados ou condenados pela Justiça por integrarem milícias e grupos de extermínio, atuarem como armeiros para facções do tráfico ou fornecerem armas e munições para assaltos e sequestros. Além dos CACs, os clubes de tiro também têm atuado para fornecer armas e munições aos criminosos. O maior crescimento de participação de CACs nas facções criminosas se deu em 2022, ano em que o registro anual de armas de fogo saltou de 59 mil, em 2018, para 431 mil. Em 2022, os próprios traficantes avaliavam que cerca de 60% das armas usadas no tráfico tinham origem nos CAC por conta do relaxamento do controle de armas no governo de Jair Bolsonaro.
Em 2024 a Polícia Federal e o Ministério Público da Bahia desbarataram uma quadrilha que fornecia armas e munições para facções criminosas de Alagoas, Bahia e Pernambuco. Dos 20 investigados pelo envolvimento no esquema, pelo menos quatro são CACs.
Segundo a Polícia Federal e os Ministérios Públicos de São Paulo e da Bahia, os CAC se tornaram os principais fornecedores de armas para crime organizado durante o governo de Jair Bolsonaro.

#### Primeiro Comando da Capital(PCC)
A organização criminosa Primeiro Comando da Capital (PCC) se utiliza dessa política do governo Bolsonaro para adquirir armas de fogo legalmente. Para isso, o PCC tem se utilizado do registro de CAC tanto para laranjas como para criminosos com extensa ficha criminal. Um dos líderes do PCC, o empresário Vagner Borges Dias, conhecido como Latrell Brito, é CAC e, segundo o Ministério Público de São Paulo, utiliza sua coleção legalizada de armas para “atuação ilícita”.
Segundo investigação do Grupo de Atuação Especial de Repressão ao Crime Organizado de São Paulo (Gaeco), os CAC são os principais fornecedores das armas de fogo e de munições utilizadas pelo PCC.
Além disso, segundo investigação da Polícia Federal, CACs estão treinando integrandes do PCC na utilização de armas de fogo de alto poder de destruição para serem usadas no novo cangaço.

#### Comando Vermelho
Outra facção criminosa que utiliza o serviço dos CAC para adquirir armamento legalmente para o crime é o Comando Vermelho (CV). Em 2002, as polícias Civil e Rodoviária Federal apreenderam 55 armas de fogo, incluindo 27 fuzis, além de 11 mil munições. As armas e munições foram adquiridas legalmente pelo CAC Vitor Furtado Rebollal Lopes, conhecido como Bala 40, e seriam desviadas para traficantes do Rio de Janeiro ligados ao Comando Vermelho.
Outro CAC, Mayke Queiroz da Silva, foi preso em 2024 em Nova Iguaçu durante a operação Operação Oportunittà da Polícia Federal. Mayke fornecia armamento e munição tanto para o Comando Vermelho como para outra facção criminosa, o Primeiro Comando de Vitória (PCV). Entre 2022 e 2024 ele comprou legalmente 62 020 munições. Além disso, tinha registro de 13 armas, inclusive de uso restrito.

## Ku Klux Klan
Em abril de 2025 Câmara Municipal de Curitiba aprovou em primeiro turno a criação do "Dia do CAC" na cidade a ser comemorado em 3/8, em referência ao calibre .38.
Na defesa oral do projeto, um dos autores da proposta, vereador Eder Borges (PL), fez uma defesa da Ku Klux Klan que, segundo ele, nasceu para armar os "homens de bem" contra o "empoderamento dos negros".
A KKK (como é conhecida) é um grupo de ódio de extrema-direita que, até o século passado, promovia e defendia o assassinato de negros por enforcamento nos Estados Unidos. Para silenciar a população negra e promover atos de terrorismo, a Ku Klux Klan defendia armar a população branca, a quem o grupo supremacista classificava como "cidadãos de bem".